# Giovanni Pietro Pinamonti
Giovanni Pietro Pinamonti (Pistoia, 27 dicembre 1632 – Orta, 25 giugno 1703) è stato un gesuita italiano.

## Biografia
Giovanni Pietro Pinamonti nacque nel 1632 a Pistoia, in Toscana, figlio di Caterina Campanelli e Giovanni Pinamonti del Terchio. Nel 1647, a Roma vestiva l'abito della Compagnia di Gesù, compiendo gli studi di Rettorica e di Filosofia, completando il corso scolastico di Teologia. Dal 1664, insieme a Paolo Segneri, iniziava l'attività nelle missioni, dedicandosi particolarmente alle confessioni. Sulla sua attività di missionario scrive il Segneri, in Il Cristiano Istruito nella sua legge, Venezia, Paolo Baglioni, 1687: 
 Padre Pinamonti ricoprì l'incarico di Superiore alle Case dei Novizi di Roma e Firenze. Fu sepolto nella Cappella dell'Immacolata Concezione di Orta.
Padre Pinamonti per il suo carattere umile e pacifico lasciò a Padre Paolo Segneri l'onore di pubblicare i suoi scritti. Esso seguì la traccia del correligionario Alfonzo Rodriguez, spagnolo (1526_1646) che lasciò Esercizio di Perfezione, tradotto in italiano da Tiberio Putignano.
Certamente fu presente ai voti solenni di Daniello Bartoli, emessi a Pistoia il 31 luglio 1643 storiografo della Compagnia di Gesù. Le opere letterarie del Pinamonti seguono la traccia del correligionario Alfonso Rodriguez (1526-1646) con il suo Esercizio di Perfezione, in lingua spagnola, tradotto in italiano nel 1646 da Tiberio Putignano.

## Opere

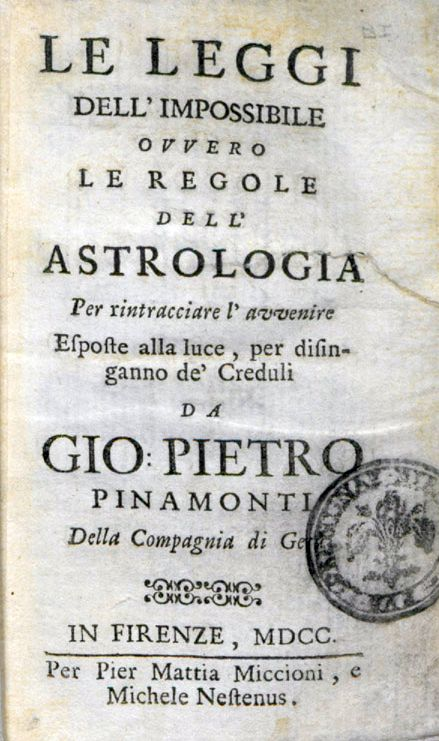
Leggi dell'impossibile, 1700

- L'inferno aperto a cristiano perché non v'entri, Pazzoni & Monti, Parma, 1693
- La sinagoga disingannata, Longhi, Bologna, 1694
- Esercizj spirituali di S. Ignazio, Pier Marria Miccioni, Firenze, 1700
- Leggi dell'impossibile, Firenze, Pier Mattia Miccioni & Michele Nestenus, 1700.
- La vocazione vittoriosa, Leonardo Pittoni, Venezia, 1702
- Il Direttore, Stampe degli Agnelli, Firenze e Milano, 1705
- La religiosa in solitudine, Giacomo Tommasini, Venezia, 1707
- Causa divitum, seu obligationes et fructus eleemosynae, Immel, Freising, 1720
- Via Coeli complanata, seu detecta salutis impedimenta, et methodus eadem superandi, Joseph Anton Köß, Fulda, 1730
- Opere. Con breve ragguaglio della sua vita, Pezzana, Venezia, 1733
- I alithini sofia, ex typographia Carattoniana, Veronae 1791 (edizione seconda in greco)
- La causa de' ricchi: ovvero il debito ed il frutto della limosina, Garisenda, Bologna 1836